# Vassy, Calvados
Vassy je naselje in občina v severozahodnem francoskem departmaju Calvados regije Spodnje Normandije. Leta 2006 je naselje imelo 1.718 prebivalcev.

## Geografija
Kraj se nahaja v pokrajini Bessin (Normandija) ob reki Tortillon, 16 km vzhodno od Vira.

## Uprava
Vassy je sedež istoimenskega kantona, v katerega so poleg njegove vključene še občine Bernières-le-Patry, Burcy, Chênedollé, Le Désert, Estry, Montchamp, Pierres, Presles, La Rocque, Rully, Saint-Charles-de-Percy, Le Theil-Bocage in Viessoix s 5.716 prebivalci.
Kanton Vassy je sestavni del okrožja Vire.

## Zgodovina
1. marca 1562 je vojska francoskega vojvoda Franca Guiškega v Vassyju pobila hugenote in njihove privržence, kar je bil sploh prvi pomembnejši dogodek v času verskih vojn v Franciji. Sledile so številne bitke, ki so se prenehale s podpisom edikta na gradu Château d'Amboise 19. marca 1563.

## Zanimivosti
- cerkev Saint-Martin-Notre-Dame-et-Saint-André,
- kapela templarjev, od 1993 na seznamu francoskih zgodovinskih spomenikov,
- ostanki dvorca iz 17. stoletja, uničenega med drugo svetovno vojno.